# Estação Bonocô
A Estação Bonocô é uma das estações do Sistema Metroviário de Salvador e Lauro de Freitas, situada em Salvador, entre a Estação Brotas e a Estação Acesso Norte. Faz parte da Linha 1.
Localiza-se no cruzamento da Avenida Bonocô com a Rua Amado Coutinho. Atende aos bairros de Cosme de Farias, Brotas, Candeal e Luis Anselmo, beneficiando uma população estimada de 80 mil pessoas. A estação recebeu esse nome por estar localizada na Avenida Mário Leal Ferreira, mais conhecida como Avenida Bonocô. A avenida possui esse apelido pois o local era conhecido como Vale do Bonocô devido aos cultos africanos que aconteciam.

## Características
A estação tem 6 140 metros quadrados de área construída erguida em trecho elevado da Avenida Bonocô, distribuída em dois pavimentos. Possui duas plataformas laterais de embarque/desembarque. Na cobertura da estação existe uma claraboia, permitindo a passagem de luz natural até a via. Estruturas para acessibilidade estão disponíveis como dois elevadores, quatro escadas rolantes, piso e sinalização táteis, rampas da passarela de acesso, sanitários masculino e feminino adaptados para deficientes físicos. O bicicletário tem capacidade para 108 bicicletas.

## História
Foi inaugurada em 13 de novembro de 2015, a sétima do sistema. Foi construída em 10 meses na via elevada sobre a qual já circulava o metrô em operação assistida. Anteriormente, a inauguração foi prevista para agosto, setembro e 9 de novembro de 2015. Um dos motivos dos adiamentos foi a interdição da passarela de pedestres que a CCR Metrô Bahia estava construindo fora dos padrões arquitetônicos criados por João Filgueiras (Lelé) característicos da cidade. A licença foi suspensa pela Secretaria Municipal de Urbanismo de Salvador (SUCOM) até a apresentação do projeto de passarela adequado aos padrões.
A estação chegou a ser o local originalmente previsto de integração entre ambas as linhas do sistema, mais tarde transferido para Estação Acesso Norte formando um traçado em Y. Previu-se também um terminal de integração metrô-ônibus a ser construído próximo à estação metroviária, onde também seria aberta uma nova via prevista no plano diretor da cidade.